# Oléoduc Ocensa
L'oléoduc Ocensa (espagnol : Oleoducto Ocensa) est un oléoduc situé en Colombie. Il relie les champs pétrolifères de Cusiana et Cupiagua, dans les contreforts orientaux des Andes, au port de Coveñas sur la côte caribéenne. Il est la propriété d'un consortium composé d'Ecopetrol, BP, Total et Triton Colombia.

## Description technique
L'oléoduc mesure 829 kilomètres de long. Sa capacité de transport est de 650 000 barils par jour. Il est connecté à la station de Monterrey, dans le département de Casanare, avec le pipeline des Llanos (espagnol : Oleoductos de Los Llanos) de 235 kilomètres de long qui transporte le brut venant du champ pétrolifère de Rubiales, dans le bassin des llanos,.

## Partenariats
En janvier 2010, un accord de 190 millions de dollars a été signé avec le propriétaire du champ pétrolifère de Rubiales, Pacific Rubiales Energy, pour le transport de plus de 160 millions de barils de brut en 10 ans.